# 14-es busz (Ajka)
Az ajkai 14-es jelzésű autóbusz a Vasútállomás és az Ajkarendek, Rendeki utca 2. megállóhelyek között közlekedik. A vonalat a Volánbusz üzemelteti.

## Közlekedése
Munkanapokon csúcsidőben és szombat délelőtt 30 percenként, csúcsidőn kívül és vasárnap kb. 1-2 óránként közlekedik. Egyes járatok a Kórház utca, Szőlőhegy, Lakos János utca, Szilvágyi utca 22. megállóhelyek érintése nélkül közlekednek.

## Útvonala
| Ajkarendek, Rendeki utca 2. felé | Vasútállomás felé |
| --- | --- |
| Vasútállomás – Alkotmány utca – Fő út – Kórház utca – Tűzoltó utca – Táncsics Mihály utca – Szilvágyi Károly utca – Korányi Frigyes utca – Gyepesi út – Rendeki utca – Ajkarendek, Rendeki utca 2. | Ajkarendek, Rendeki utca 2. – Rendeki utca – Korányi Frigyes utca – Szilvágyi Károly utca – Táncsics Mihály utca – Tűzoltó utca – Kórház utca – Fő út – Alkotmány utca – Vasútállomás |

## Megállóhelyei
| 0  | Vasútállomás                 | 13 | 1, 10Y, 12 | Ajka |
| 1  | Üveggyár                     | 12 | 1, 10Y, 12 | Helyközi autóbusz-állomás, Ajka Kristály Üveggyár, Mentőállomás, Rendőrkapitányság, Vásárcsarnok, Vörösmarty Mihály Általános Iskola és Gimnázium |
| 2  | Hild park                    | 11 | 4, 12      | Városközpont, Helyközi autóbusz-állomás, Polgármesteri Hivatal, Jézus Szíve Plébánia, Hotel Ajka, Hild park                                       |
| 3  | Kórház utca                  | 10 | 4          | Csónakázó-tó |
| 4  | Kórház                       | 9  | 4          | Magyar Imre Kórház |
| 5  | Szőlőhegy                    | 8  |            | |
| 6  | Lakos János utca             | 7  |            | |
| 7  | Szilvágyi utca 22.           | 6  |            | |
| 8  | Korányi utca                 | 5  |            | |
| 9  | Szőlőskertek                 | 4  |            | |
| 11 | Korányi utca 203.            | ∫  |            | |
| ∫  | Ajkarendek, Rendeki utca 68. | 2  |            | Orvosi rendelő |
| 12 | Ajkarendek, ABC              | ∫  |            | |
| ∫  | Ajkarendek, Rendeki utca 36. | 1  |            | Szent Márton püspök-templom |
| 14 | Ajkarendek, Rendeki utca 2.  | 0  |            | Simon István Német Nemzetiségi Általános Iskola                                                                                                   |